# MI.C
MI.C è un grattacielo di Milano, in costruzione dal 2023.

## Storia
Progettato dallo studio di architettura Park Associati, il grattacielo prende il posto dell'edificio dell'Hotel Michelangelo, dismesso nel 2020 e demolito nel 2023 in preparazione ai lavori di costruzione. La fine dei lavori è prevista per il 2026.

## Descrizione
La torre dovrebbe raggiungere un'altezza di 95 metri per 22 piani. Il nuovo edificio sarà composto da due alti corpi di fabbrica a torre tra loro adiacenti che si sviluppano da un volume in cortina che lega il complesso al resto del suo isolato.

## Trasporti
- Centrale